# Smith's Ballpark
Le Smith's Ballpark (auparavant Franklin Quest Field, Franklin Covey Field et Spring Mobile Ballpark) est un stade de baseball situé à Salt Lake City dans l'Utah.
C'est le domicile des Bees de Salt Lake, club de niveau Triple-A évoluant en Ligue de la côte du Pacifique, et des Utes de l'Utah, club de baseball de l'université de l'Utah. Le Smith's Ballpark a une capacité de 14 511 places.

## Événements
- Triple-A All-Star Game, 10 juillet 1996

## Dimensions
- Left field (Champ gauche): 345 pieds (105.2 mètres)
- Left-center: 385 pieds (117.3 mètres)
- Center field (Champ central): 420 pieds (128 mètres)
- Right-center: 375 pieds (114.3 mètres)
- Right field (Champ droit): 315 pieds (96 mètres)

## Galerie

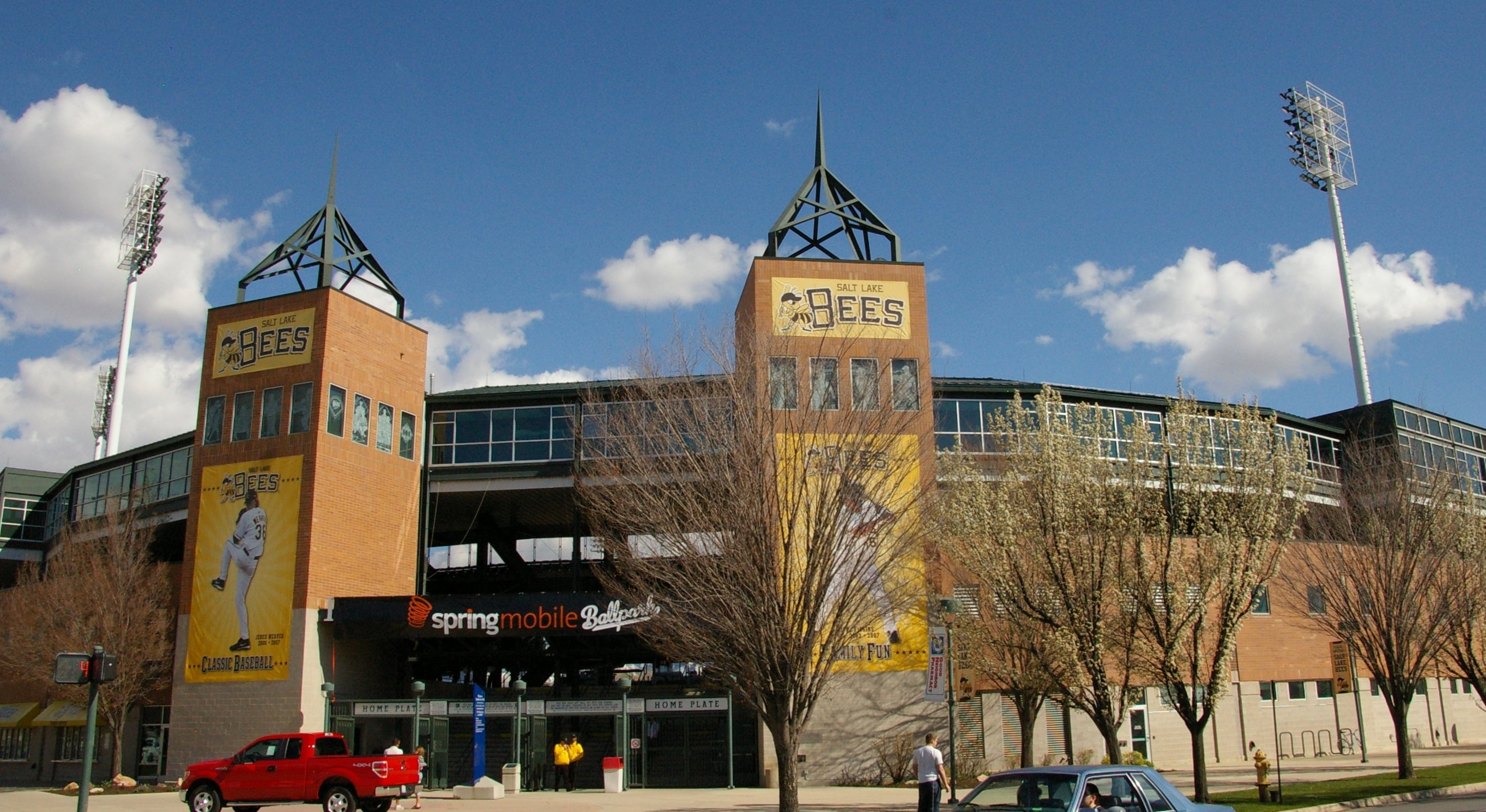
Entrée du stade
Ancien logo